# Фосфазид

Структурная формула фосфазида

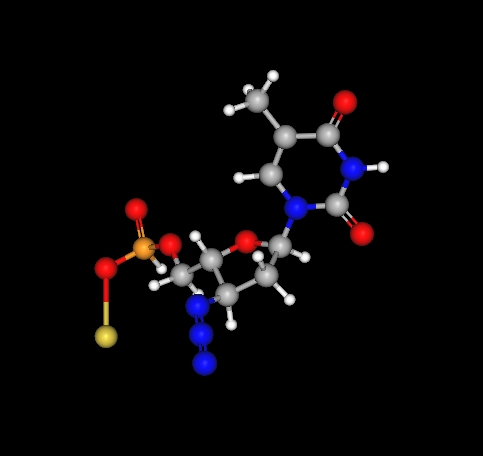
Структура фосфазида в 3D

Фосфазид (ФАЗТ), лат. — Phosphazide (PhAZT) — нуклеозидный ингибитор обратной транскриптазы (НИОТ), противовирусное средство, применяемое в составе комбинированной антиретровирусной терапии, активное в отношении ВИЧ и гепатита B.

## История
Фосфазид (торговое название монопрепарата — Никавир®) — оригинальный российский анти-ВИЧ препарат, который прошёл полный объём доклинических и клинических испытаний и зарегистрирован в Российской Федерации в 1999 году. За время применения лекарственный препарат зарекомендовал себя как эффективное противовирусное хорошо переносимое средство. Препарат удостоен Государственной премии РФ в области науки и техники за 2000-й год.

##### Исследование препарата
Дорегистрационные испытания фосфазида были проведены в 1997–1999 гг. как многоцентровое клиническое испытание, координатором которого выступал Федеральный научно-методический центр по профилактике и борьбе со СПИД. В качестве локальных центров в испытании участвовали Республиканская клиническая инфекционная больница (Ленинградская обл.), Тверской, Нижегородский и Тюменский областные центры по профилактике и борьбе со СПИД и инфекционными заболеваниями.
- На первом этапе исследования фосфазид применяли в виде монотерапии. В исследование было включено 103 пациента (75 мужчин и 28 женщин, средний возраст — 26 лет). В соответствии с Российской клинической классификацией инфекции ВИЧ (Покровский В.И., 1989) стадии 2Б или 2В были диагностированы у 69,9% пациентов, ЗА — у 23,3%, ЗБ и 3В — у 6,8%. Продолжительность курса терапии составляла 12 недель. Пациенты получали от 0,4 до 1,2 г фосфазида в сутки. Эффективность лечения оценивали по клиническим критериям — прогрессирование заболевания или его отсутствие; иммунологическим — изменение числа СD4-лимфоцитов в 1 мкл крови; вирусологическим — изменение уровня РНК ВИЧ в 1 мл плазмы. В процессе терапии ни у одного больного не было отмечено прогрессирования ВИЧ-инфекции. Во всех случаях на фоне лечения отмечали повышение количества тромбоцитов и исчезновение признаков токсичности. В процессе исследования не было зарегистрировано сколько-нибудь значимых изменений показателей биохимического анализа крови. Проведённое исследование показало хорошую эффективность и переносимость монотерапии фосфазидом и позволило рекомендовать схему приема препарата по 0,4 г 2 раза в день.
- На следующем этапе исследования изучалась возможность замены зидовудина на фосфазид, вследствие развития нежелательных явлений 2–4 степени токсичности. Ни у одного пациента не наблюдали развития серьёзных нежелательных явлений при приёме фосфазида, и ни в одном случае лечение не было прервано. Кроме того, через 36–48 недель после замены зидовудина на фосфазид было обнаружено увеличение числа СD4-лимфоцитов на 70–100 кл/мкл.

##### Клиническое применение
В 1999 году было разрешено клиническое применение фосфазида для химиотерапии больных с ВИЧ-инфекцией на территории Российской Федерации.
- Включение фосфазида в схемы АРВТ позволило оценить эффективность и безопасность препарата в составе комбинированной антиретровирусной терапии. Первым исследованием схемы, включавшей фосфазид, и проведённым в соответствии с правилами «качественной клинической практики» (GСР), было испытание комбинации трёх ингибиторов обратной транскриптазы ВИЧ. Целью исследования была оценка безопасности и эффективности схемы комбинированной терапии, состоящей из двух нуклеозидных ингибиторов обратной транскриптазы (фосфазид и диданозин) и ненуклеозидного ингибитора обратной транскриптазы (невирапин), у больных с ВИЧ-инфекцией, ранее не получавших лечения антиретровирусными препаратами. Переносимость комбинированной антиретровирусной терапии, включающей фосфазид, диданозин и невирапин, была удовлетворительной.
- В течение 2001–2002 гг. сотрудниками Федерального научно-методического и Московского областного центров по профилактике и борьбе со СПИД было проведено исследование, целью которого была оценка эффективности и безопасности АРВТ, включавшей два нуклеозидных ингибитора обратной транскриптазы (фосфазид и диданозин) и усиленный ингибитор протеазы (саквинавир+ритонавир), у ВИЧ-инфицированных больных, ранее не получавших антиретровирусную терапию. Комбинированная терапия с использованием фосфазида была безопасной. Большинство нежелательных явлений были со стороны желудочно-кишечного тракта, имели лёгкую степень выраженности и транзиторный характер.
- В 2008–2009 гг. на базе Пермского краевого центра по профилактике и борьбе со СПИД и инфекционными заболеваниями была изучена клиническая эффективность АРВТ с применением фосфазида. Оценка эффективности схем АРВТ оценивалась по иммунологическим показателям — количеству СD4-клеток в 1 мкл крови, а также по снижению уровня вирусной нагрузки до назначения терапии и через 4, 12, 24, 36 и 48 недель от её начала. Все пациенты находились под наблюдением врачей-клиницистов. Оценка успеха АРВТ определялась по клиническим, иммунологическим и вирусологическим критериям.Полученные результаты в схемах, включающих фосфазид, показали более высокую эффективность при анемиях, гепатитах, циррозах печени, туберкулёзе, а также в случаях необходимости получения быстрого вирусологического ответа.
- О безопасности фосфазида свидетельствуют результаты, полученные сотрудниками НИИ вирусологии им. Д.И. Ивановского, при изучении действия данного лекарственного средства у больных с острым вирусным гепатитом B. Терапия фосфазидом больных с острым гепатитом B обеспечивала благоприятное клиническое течение заболевания и сопровождалась достоверным сокращением сроков желтушного периода, существенно более быстрыми темпами падения активности сывороточных ферментов (АсАт, АлАт, щелочная фосфатаза, ГГТП) и более ранней элиминацией сывороточных маркеров острого гепатита B (НВеАg, НВsAg, ДНК ВГВ).
- Одним из существенных преимуществ фосфазида является безопасность его применения у пациентов, имеющих заболевания печени вирусной этиологии, поскольку большинство ВИЧ-инфицированных пациентов также страдают хроническими гепатитами B или С. На базе Красноярского краевого центра профилактики и борьбы со СПИД было проведено изучение эффективности и безопасности схем АРВТ, включающих фосфазид. Там же позднее была оценена частота гематологических нарушений и показана возможность получения быстрого и раннего вирусологического ответа (БВО и ПРВО, соответственно) на лечение хронического вирусного гепатита C у больных с ВИЧ-инфекцией, получающих антиретровирусную терапию (АРВТ). Проведённые клинические исследования позволили расширить область применения фосфазида, и в настоящее время он показан для лечения вирусного гепатита B у больных в лёгкой и среднетяжёлой (желтушный вариант) формах.
- На базе Санкт-Петербургского Центра по профилактике и борьбе со СПИД и инфекционными заболеваниями и специализированного отделения по лечению туберкулёза у ВИЧ-инфицированных Городской туберкулёзной больницы № 2 Санкт-Петербурга были получены данные о результатах применения фосфазида у больных с ВИЧ-инфекцией и туберкулёзом.

## Общая информация
Активное вещество фосфазид относится к классу ингибиторов обратной транскриптазы (ревертазы) ретровирусов, являясь модифицированным аналогом природного нуклеозида тимидина. Конкурентная ингибирующая активность азидотимидинтрифосфата в отношении обратной транскриптазы ВИЧ примерно в 100 раз превосходит таковую для ДНК-полимеразы клеток человека, таким образом фосфазид не оказывает влияния на нормальный метаболизм организма человека. Низкая токсичность и хорошая переносимость фосфазида делает возможным его использование в различных схемах АРВТ  , при терапии ВИЧ-инфекции , в сочетании с лечением хронического вирусного гепатита C  и туберкулёза , для профилактики передачи ВИЧ-инфекции от матери ребёнку 
Лекарственный препарат фосфазида - Никавир® (таблетки 200 мг и 400 мг) входит в перечень жизненно необходимых и важнейших лекарственных препаратов, утверждённый распоряжением Правительства Российской Федерации от 07.12.2011 № 2199-р.

## Фармакологические свойства

#### Фармакодинамика
Фосфазид, проникнув в инфицированную клетку, дважды фосфорилируется до активного метаболита — трифосфата азидотимидина, который встраивается вместо трифосфата тимидина в синтезируемую ревертазой цепочку провирусной ДНК, что приводит к ингибированию ревертазы, обрыву цепочки ДНК и остановке воспроизведения вирусных частиц. На этом механизме и основан терапевтический эффект препарата по снижению концентрации ВИЧ в крови больного.
Также препарат ингибирует репликацию некоторых других вирусов млекопитающих, например, вируса гепатита B.

#### Фармакокинетика
Фосфазид хорошо всасывается из желудочно-кишечного тракта. Время полного всасывания составляет 3–3,5 ч; период полувыведения из организма — 3–4 ч; максимальная концентрация фосфазида в плазме крови — 19–22 мкг/мл достигается через 4–5 ч.
Биодоступность при пероральном применении составляет 20 %. Относительная биодоступность фосфазида составляет 83,7 %. Фосфазид проникает через гематоэнцефалический барьер и обнаруживается в спинномозговой жидкости в концентрации, составляющей 15-64 % исходной дозы. Активное вещество хорошо проникает через плаценту, вследствие чего концентрация его в крови пуповины сопоставима с таковой в крови матери. Метаболизм фосфазида происходит в печени с образованием глюкуронида, который выводится из организма почками с мочой.

## Применение

#### Показания к применению
Лечение ВИЧ-инфекции у взрослых в комбинации с другими антиретровирусными препаратами.
Экстренная профилактика ВИЧ-инфекции в случае риска заражения при уколах, порезах, попадании на слизистые оболочки и повреждении кожи. 
Лечение острого гепатита B в лёгкой и среднетяжёлой форме (желтушный период).

#### Противопоказания
Повышенная чувствительность к фосфазиду или к любому из вспомогательных веществ препарата. Детский возраст до 3 лет (по показанию — лечение ВИЧ-инфекции в комбинации с другими АРВ-препаратами), детский возраст до 18 лет (по остальным показаниям).

#### С осторожностью
Выраженная тошнота, рвота, анемия (концентрация гемоглобина ниже 50 г/л), повышение активности трансаминаз (более чем в 5 раз относительно верхней границы нормы), гиперкреатининемия, нейтропения, тромбоцитопения.

#### Применение при беременности и в период грудного вскармливания
ВИЧ-инфицированным беременным женщинам не рекомендуется принимать препарат до 14 недели беременности; при необходимости применения препарата в период лактации необходимо решить вопрос о прекращении грудного вскармливания.

#### Способ применения и дозы
Принимают перорально. Суточная доза при ВИЧ-инфекции — 800–1200 мг в 2 или 3 приёма. Рекомендуется принимать препарат перед едой и запивать стаканом воды.
Препарат назначают на длительный, практически неограниченный срок. При необходимости курс может быть прерван, но длительность его должна составлять не менее 12 недель с перерывом между курсами — не более 12 недель.
Для профилактики заражения вирусом иммунодефицита человека рекомендуется как можно раньше, но не позднее, чем через 72 часа после возможного инфицирования, начать приём по 400 мг 3 раза в день в течение 4 недель.
При остром гепатите препарат назначают по 400 мг 2 раза в день в течение 20 дней.

#### Побочное действие
В первые дни приёма препарата — тошнота, головная боль, тяжесть в эпигастрии, диарея. Со стороны органов кроветворения: анемия, гранулоцитопения.

#### Взаимодействие с другими лекарственными препаратами
Совместное применение фосфазида с зидовудином, ставудином приводит к взаимному понижению активности в отношении к ВИЧ.
Совместное применение с интерфероном альфа, диданозином, ламивудином, фоскарнетом приводит к взаимному повышению активности в отношении к ВИЧ.
Совместное применение с доксорубицином, интерфероном альфа, амфотерицином-В, ко-тримоксазолом, винбластином, винкристином, ганцикловинорм, дапсоном, сульфадиазином и другими сульфаниламидами может приводить к взаимному усилению миелотоксичности, поэтому требуется дополнительный контроль за концентрацией гемоглобина и гранулоцитов.

#### Особые указания
При проявлении некоторых нежелательных явлений на ранних стадиях приёма не следует его отменять, рекомендуется продолжить терапию под контролем врача.
Нарушение схемы лечения препаратом может привести к развитию резистентности ретровируса к нему, что повлечёт за собой снижение эффективности проводимой терапии и необходимости замены препарата.
Терапия препаратом не снижает риска передачи ВИЧ другим людям при половых контактах или при переливании крови.

### Токсичность фосфазида
Фосфазид является малотоксичным веществом. Его токсичность в 5–6 раз ниже, чем токсичность зидовудина. При оценке переносимости препарата следует учитывать, что указанные побочные действия и другие симптомы и синдромы могут быть проявлениями не только терапии, но и самой ВИЧ-инфекции и сопутствующих заболеваний.

### Форма выпуска
Таблетки 200 мг и 400 мг.

### Лекарственные препараты фосфазида
| Тип          | Торговое название | Производитель  |
| ------------ | ----------------- | -------------- |
| Монопрепарат | Никавир®          | АЗТ Фарма К.Б. |